# Миалгический энцефаломиелит
Миалги́ческий энцефаломиели́т (МЭ), болезнь системной непереносимости нагрузок — это тяжёлое хроническое системное заболевание, при котором нарушается работа иммунной, сердечно-сосудистой, нервной, гормональной и других систем организма, сопровождающееся синдромом хронической усталости.
Основной симптом болезни — это постоянная усталость, которая не проходит даже после долгого отдыха. Другие симптомы включают в себя: проблемы со сном, мышлением и памятью (туман в голове), головные боли, боли в мышцах и суставах, гриппоподобные симптомы, частые боли в горле и другие.

## Описание
Из-за патологической усталости и других симптомов качество жизни людей с миалгическим энцефаломиелитом существено хуже, чем до болезни: они не могут полноценно работать, учиться, путешествовать, но при этом внешне они могут и не выглядеть больными. Тяжесть болезни различна: при лёгкой форме человек с большим трудом, но может работать. Люди со средней тяжестью МЭ/СХУ довольно часто не могут выполнять даже повседневные задачи вроде уборки, приготовления пищи или даже принятия душа. А тяжелобольные, таковых около 25 %, не могут выходить из дома или вообще прикованы к постели. Поэтому миалгический энцефаломиелит — это заболевание, которое нередко приводит к инвалидизации. А его тяжесть сравнима с рассеянным склерозом, ревматоидным артритом или последней стадией ВИЧ-инфекции — СПИДом.
Отличительная черта миалгического энцефаломиелита/синдрома хронической усталости — это ухудшение симптомов даже после незначительной физической или умственной активности, которая раньше не вызывала никаких проблем. Такие обострения болезни называются постнагрузочным истощением (англ. Post-exertional malaise, PEM). Также у многих пациентов симптомы обостряются в вертикальном положении.
Миалгическому энцефаломиелиту/синдрому хронической усталости подвержены люди вне зависимости от расы и возраста — им могут заболеть дети, подростки, взрослые и пожилые люди любой расы и местности Однако существует два возрастных пика (с 10 до 19 лет и с 30 до 39 лет). Женщины в 2 раза чаще болеют, чем мужчины. Большинству пациентов (90 % в США) не поставлен верный диагноз, а значит и не начато подходящее лечение. Недостаточная диагностика является следствием ограниченного доступа к медицинским услугам и недостаточной осведомлённости о МЭ/СХУ среди медицинских специалистов, так как в медицинских учебных заведениях МЭ/СХУ не входит в программы обучения. Также часто болезнь воспринимается несерьёзно медицинскими работниками.
Заболевание может начаться после сильного стресса, травмы, операции, беременности, но чаще всего миалгический энцефаломиелит начинается после бактериальной или вирусной инфекции. Например, после мононуклеоза у 10 % людей развивается МЭ/СХУ. Однако далеко не у всех пациентов МЭ/СХУ начался после мононуклеоза.
У людей с миалгическим энцефаломиелитом исследователи находят множество биологических отклонений, но причины и механизмы заболевания до конца не ясны. Исследователи сходятся во мнении, что миалгический энцефаломиелит/синдром хронической усталости — это гетерогенное заболевание. (Гетерогенное заболевание — это болезнь, которая может иметь несколько причин, которые разными путями и механизмами вызывают схожую картину симптомов. Поэтому два пациента с МЭ/СХУ и похожими симптомами могут иметь разную природу своего состояния, поэтому и лечение будет разным для каждого из них.)
На сегодняшний момент не существует лабораторного исследования, анализа, который бы определял есть у человека МЭ/СХУ или нет. Поэтому миалгический энцефаломиелит — это диагноз-исключение. То есть его ставят только после того, как будут исключены другие возможные причины таких симптомов.
На 2021 год в США нет официально одобренного лечения, после которого люди полностью бы выздоравливали от МЭ/СХУ. Существующие одобренные CDC схемы лечения направлены на улучшение самочувствия больных и смягчение симптомов.

## Сопутствующие заболевания
Многие пациенты с МЭ/СХУ страдают сопутствующими заболеваниями, которые могут усугублять их состояние. Наиболее распространённые сопутствующие заболевания:
- фибромиалгия;
- синдром раздражённого кишечника;
- депрессия;
- тревога;
- аллергия и чувствительность к химическим веществам.

## Этиология и патогенез
Хотя точная причина или причины МЭ/СХУ всё ещё неизвестны, имеющиеся данные подтверждают сочетание факторов, которые, как полагают учёные, способствуют развитию этого заболевания:
- Инфекция — у некоторых, но не у всех пациентов развивается МЭ/СХУ после острого вирусоподобного заболевания. Возможно, что у некоторых людей инфекция может привести к изменениям в иммунной системе, которые способствуют развитию МЭ/СХУ. Считается, что постинфекционная усталость возникает примерно у каждого десятого человека, инфицированного вирусом герпеса 6 типа, вирусом Эпштейна-Барр, вирусом Росс-Ривер или коксиеллой бернетти (возбудитель Q-лихорадки). Люди с этими инфекциями, у которых были тяжёлые симптомы во время острого заболевания, имели больше шансов, чем люди с лёгкими симптомами, впоследствии заболеть расстройством, подобным МЭ/СХУ. Другие инфекции, которые были изучены в связи с МЭ/СХУ, включают герпесвирусы человека, энтеровирус, краснуху, кандиду альбиканс, борнавирусы, микоплазму и ретровирусы. Однако при МЭ/СХУ не была установлена причинно-следственная роль конкретного инфекционного агента.
- Физическая или эмоциональная травма — некоторые пациенты сообщают, что они пережили несчастный случай, травму, иммобилизацию, операцию или значительный эмоциональный стресс до появления симптомов.
- Генетика — МЭ/СХУ наблюдался в некоторых семьях у родственников заболевших. Это предполагает либо возможную генетическую связь, либо общее воздействие окружающей среды (инфекционное или токсическое). Исследования близнецов показывают более высокие показатели МЭ/СХУ у идентичных[прояснить], чем у однояйцевых близнецов. Однако конкретные генетические ассоциации установлены не были.
- Факторы окружающей среды — воздействие плесени или токсинов было заподозрено в качестве триггера для МЭ/СХУ. Однако связь конкретных факторов окружающей среды с заболеваемостью МЭ/СХУ не была выявлена.

МЭ/СХУ — это биологическое заболевание, а не психическое расстройство. У пациентов, им страдающих, наблюдается множество патофизиологических изменений, которые затрагивают несколько систем организма. Неизвестно, происходят ли эти изменения до начала болезни или как её следствие. Данные изменения включают в себя:
- Нарушения иммунной системы — у некоторых людей с МЭ/СХУ нарушена функция естественных клеток-киллеров и/или функция Т-клеток, хроническое повышение продукции воспалительных цитокинов, а в некоторых случаях незначительное повышение некоторых аутоантител (ревматический фактор, антитела против щитовидной железы, антиглиадин, антитела против гладких мышц и холодовые агглютинины).
- Нарушения клеточного метаболизма — у некоторых людей с МЭ/СХУ также, по-видимому, нарушена способность вырабатывать энергию из обычного «топлива», которое клетки используют для производства энергии: кислорода, глюкозы, жирных кислот и аминокислот. Исследования физических упражнений у взрослых выявили нарушение потребления кислорода и активацию анаэробных метаболических путей на ранних стадиях физических упражнений.
- Нейроэндокринные нарушения — некоторые люди с МЭ/СХУ сообщают о физическом или эмоциональном стрессе перед началом заболевания, который может привести к нарушению регуляции гипоталамо-гипофизарно-надпочечниковой оси (оси HPA). У некоторых пациентов с МЭ/СХУ уплощённые суточные профили кортизола по сравнению со здоровыми людьми, но, как правило, их уровень кортизола всё ещё находится в пределах референтных значений
- Нарушения кровяного давления или регуляции сердечного ритма — некоторые люди с МЭ/СХУ, особенно подростки, испытывают симптомы ортостатической непереносимости. У пациентов с ортостатической непереносимостью развивается ухудшение симптомов при спокойном вертикальном положении и улучшение (хотя и не обязательно полное разрешение) симптомов при лежании. Двумя распространёнными формами ортостатической непереносимости, с которыми сталкиваются пациенты с МЭ/СХУ, являются:
  - Нервно-опосредованная гипотензия (НОГ) — нарушение регуляции артериального давления во время вертикального положения. Нервно-опосредованную гипотензию иногда также называют нейрокардиогенным обмороком, вазодепрессорным обмороком, вазо-вагусным обмороком, «рефлексом обморока» и отсроченной ортостатической гипотензией.
  - Синдром постуральной ортостатической тахикардии (ПОТС) — нарушение регуляции сердечного ритма, при котором переход от лежания к стоянию вызывает аномальное увеличение частоты сердечных сокращений; сердце обычно структурно нормально.

Эти два состояния могут возникать вместе. Примечательно, что не у всех пациентов с НОГ или ПОТС есть МЭ/СХУ и не у всех пациентов с МЭ/СХУ есть НОГ или ПОТС.
Наиболее убедительной в настоящее время является инфекционная или вирусная теория. Согласно этой теории, триггерными факторами СХУ могут служить вирус Эпштейна — Барр, цитомегаловирус, вирус герпеса 6 типа, вирус Коксаки, гепатит C, энтеровирусы и ретровирусы. Дебют СХУ нередко связан с острым гриппоподобным заболеванием. Убедительными представляются также данные о высокой частоте обнаружения герпесвирусов и признаков их реактивации. Полностью не исключается возможность существования до сих пор не идентифицированного вируса (вероятнее всего, из группы герпес-вирусов), вызывающего СХУ, в то время как другие известные вирусы (EBV, CMV, HHV-6 и др.) могут играть вторичную роль, реактивируясь на фоне нарушений иммунного статуса и поддерживая их.
Многочисленные данные указывают на то, что при СХУ наблюдаются как количественные, так и функциональные иммунологические нарушения. Среди объективных показателей описывают снижение IgG за счёт прежде всего G1- и G3-классов, числа лимфоцитов с фенотипом CD3 и CD4, естественных киллеров, повышение уровня циркулирующих комплексов и антивирусных антител разного типа, повышение β-эндорфина, интерлейкина-1 и интерферона, а также фактора некроза опухоли. У большинства больных СХУ обнаружено уменьшение числа и/или снижение функции естественных киллеров. Таким образом, считается, что изменение фенотипа иммунокомпетентных клеток и дисфункция естественных киллеров — общее проявление СХУ.
В некоторых работах как факторы патогенеза обсуждаются:
- повышенное образование молочной кислоты в ответ на физическую нагрузку,
- нарушение транспорта кислорода к тканям,
- снижение числа митохондрий и их дисфункция у больных СХУ.

Считают, что симптомы СХУ и фибромиалгии, по крайней мере частично, являются следствием нарушения клеточного метаболизма. В результате исследований пациентов с СХУ установлена чёткая связь между уровнем L-карнитина в плазме крови и риском развития СХУ. Выявлено, что степень дефицита L-карнитина прямо связана со степенью выраженности симптомов СХУ. То есть, чем меньше L-карнитина (и его эфиров) содержится в плазме крови человека, тем ниже его работоспособность и хуже самочувствие.
Учёные также считают, что причиной СХУ может стать изменение баланса бактерий в кишечнике. По данным Колумбийского университета, у 90 % людей, имеющих СХУ, возникает синдром раздражённого кишечника. А у 80 % из них наблюдается отклонения в содержании следующих семи кишечных бактерий: Faecalibacterium, Roseburia, Dorea, Coprococcus, Clostridium, Ruminococcus, Coprobacillus.

## Лечение
Комплексный подход является главным принципом лечения СХУ. К одним из важных условий лечения относятся также соблюдение охранительного режима и постоянный контакт больного с лечащим врачом.
В программу лечения синдрома хронической усталости включаются:
- нормализация режима отдыха и физической нагрузки;
- разгрузочно-диетическая терапия;
- общий или сегментарный массаж совместно с гидропроцедурами и лечебной физкультурой;
- аутогенная тренировка или другие активные методы нормализации психоэмоционального фона, психотерапия;
- иные вспомогательные средства (дневные транквилизаторы, энтеросорбенты, антигистаминные препараты при наличии аллергии);
- устранение хронических заболеваний связанных с недостаточным поступлением кислорода в организм (хронических насморка или заложенности носа, и пр.)

Многие пациенты не могут полностью оправиться от СХУ даже с помощью лечения. Предложены некоторые стратегии управления, направленные на уменьшение последствий наличия СХУ. Во внимание принимаются всевозможные методики лекарственного лечения, различные медицинские терапии, комплементарная и нетрадиционная медицина. Систематическое наблюдение показало, что пациенты, имеющие СХУ, менее восприимчивы к эффекту плацебо, и плацебо оказывает на них меньшее воздействие по сравнению с пациентами, имеющими другие болезни. СХУ связан с химической чувствительностью, и некоторые пациенты часто реагируют на небольшую часть той терапевтической дозы, которая является нормальной в других условиях. В ряде недавних клинических испытаний использовались несколько иммуномодулирующих агентов: стафилококковая вакцина Staphypan Berna, молочнокислые бактерии, kuibitang и внутривенного иммуноглобулина. Например, согласно последним данным, похоже, что антидепрессанты проявляют благотворный эффект в отношении увеличения деятельности естественных клеток-убийц (NK-клеток) у депрессивных пациентов.
Исследователи, выявившие дефицит антиоксидантов, L-карнитина, витаминов группы B, магния, считают, что добавление к лечению препаратов с этими веществами, может существенно уменьшить симптомы СХУ. Магний регулирует все процессы производства и потребления энергии в организме, при его хроническом дефиците возникает усталость, вялость и упадок сил. Известно даже, что внутриклеточный магний на 80–90 % находится в комплексе с АТФ, нуклеотидом, являющимся универсальным переносчиком и основным аккумулятором энергии в живых клетках.
С точки зрения физиологии, усталость наступает после исчерпания в тканях энергетических ресурсов и накопления продуктов катаболизма. Образование доступной для клеток энергии (АТФ) происходит в митохондриях благодаря окислению глюкозы и жирных кислот. При этом дефицит энергии наступает не из-за недостатка субстрата, а из-за ограниченной пропускной способности митохондрий. Эффективность работы митохондрий во многом определяется количеством транспортировщика жирных кислот — L-карнитина. При недостатке L-карнитина замедляется окисление жирных кислот в митохондриях и — как следствие — снижается продукция АТФ.
Ряд клинических исследований показал эффективность препаратов L-карнитина (и его эфиров) при СХУ. Суточная доза составляла обычно 2 г. Наиболее сильный эффект наступал после 2-4 недель лечения. Утомляемость снижалась на 37-52 %. Кроме того, улучшался такой объективный когнитивный параметр, как концентрация внимания.